# (14961) d'Auteroche
(14961) d'Auteroche (1996 LV3) – planetoida z grupy pasa głównego asteroid okrążająca Słońce w ciągu 3,85 lat w średniej odległości 2,46 j.a. Odkryta 8 czerwca 1996 roku.